# Átomo hidrogenoide
Los átomos hidrogenoides son átomos o cationes atómicos formados por un núcleo y un solo electrón. Se llaman así porque son isoelectrónicos con el átomo de hidrógeno y, por tanto, tendrán un comportamiento químico similar.
Evidentemente, cualquiera de los isótopos del hidrógeno es hidrogenoide. Un caso típico de átomo hidrogenoide es también el de un átomo de cualquier elemento que se ha ionizado hasta perder todos los electrones menos uno (por ejemplo, He+, Li2+, Be3+ y B4+). Existen además multitud de átomos exóticos que también tienen un comportamiento hidrogenoide por motivos diversos.
Un átomo hidrógenoide incluye un núcleo cargado positivamente formado por el núcleo atómico y cualquier electrón del núcleos, así como un único electrón de valencia. Dado que el helio es común en el universo, la espectroscopia del helio ionizado individualmente es importante en la astronomía EUV, por ejemplo, de las estrellas enanas blancas DO.
La ecuación de Schrödinger no relativista y la ecuación de Dirac relativista para el átomo de hidrógeno pueden resolverse analíticamente, debido a la simplicidad del sistema físico de dos partículas. Las soluciones de la función de onda de un electrón se denominan orbitales atómicos similares al hidrógeno. Los átomos similares al hidrógeno son importantes porque sus orbitales correspondientes guardan similitud con los orbitales atómicos del hidrógeno.
Otros sistemas también pueden denominarse átomos similares al hidrógeno, como el muonio (un electrón orbitando alrededor de un antimuón), el positronio (un electrón y un positrón), ciertos átomos exóticos (formados con otras partículas) o los átomos de Rydberg (en los que un electrón se encuentra en un estado de energía tan elevado que ve el resto del átomo efectivamente como una carga puntual).

## Introducción

Representación simbólica del átomo de hidrógeno: núcleo (en rojo), electrón (en amarillo) y el orbital atómico del electrón (en negro). La molécula estaría constituida por dos átomos de hidrógeno.

Como en el caso del átomo de hidrógeno los átomos hidrogenoides son uno de los pocos problemas mecáno-cuánticos que se pueden resolver de forma exacta. Los átomos o iones cuya capa de valencia está constituida por un único electrón (por ejemplo en los metales alcalinos) tienen propiedades espectroscópicas y de enlace semejantes a las de los átomos hidrogenoides.
La configuración electrónica más simple posible es la de un único electrón. La resolución analítica del átomo de hidrógeno neutro que posee la misma cantidad de electrones, es decir uno, es en esencia la misma para los átomos hidrogenoides. Así pues la forma de los orbitales y los niveles de energía serán semejantes.
Por el contrario, para átomos con dos o más electrones la resolución de las ecuaciones solo se puede hacer mediante métodos aproximativos. Los orbitales de átomos multielectrónicos son cualitativamente similares a los orbitales del hidrógeno y, en los modelos atómicos más simples, se considera que tienen la misma forma. Pero si se pretende realizar un cálculo riguroso y preciso se tendrá que recurrir a aproximaciones numéricas.
Los orbitales de los átomos hidrogenoides se identifican mediante tres números cuánticos: n, l, y ml. Las reglas que restringen los valores de los números cuánticos y sus energías (ver más abajo) explican la configuración electrónica de los átomos y la conformación de la tabla periódica.
Los estados estacionarios (estados cuánticos) de los átomos hidrogenoides son sus orbitales atómicos. A pesar de todo, en general, el comportamiento de un electrón no está plenamente descrito por un orbital simple. Los estados electrónicos se representan mejor como "mezclas" dependientes del tiempo (combinaciones lineales) de varios orbitales. Ver Orbitales moleculares por combinación lineal de orbitales atómicos.
El número cuántico n apareció por primera vez en el modelo atómico de Bohr. Determina, entre otras cosas, la distancia de los electrones con respecto al núcleo. Todos los electrones con el mismo valor de n forman un nivel o capa. Los electrones con idéntico número n pero diferente l componen los llamados subniveles o subcapas. El modelo atómico de Sommerfeld que incorporaba un refinamiento relativista del electrón probó que la energía dependía también de los otros números cuánticos tal como se aprecia en la solución relativista mediante la ecuación de Dirac.

## Caracterización matemática
La caracterización de los átomos hidrogenoides se realiza en el marco de la mecánica cuántica, ya que debido a las dimensiones de dichos sistemas físicos ni la mecánica clásica que describe adecuadamente el movimiento de partículas macroscópicas a velocidades moderadas, ni el electromagnetismo clásico son aplicables a escalas tan pequeñas.
Dentro de la mecánica cuántica una primera aproximación se obtiene mediante la ecuación de Schrödinger que predice cualitativamente todas las características importantes de los estados estacionarios de los átomos hidrogenoides y perimte obtener valores cuantitativos muy precisos para casi todas las magnitudes. Un refinamiento de este tratamiento es el análisis relativista mediante la ecuación de Dirac que predice pequeñas correcciones a las soluciones obtenidas del análisis no-relativista mediante la ecuación de Schrödinger.

### Potencial electrostático
Los orbitales atómicos de los átomos hidrogenoides son las soluciones de la ecuación de Schrödinger para el caso de un potencial de simetría esférica. En este caso, el término de potencial es el potencial de la ley de Coulomb:

{\displaystyle V(r)=-{\frac {1}{4\pi \epsilon _{0}}}{\frac {Ze^{2}}{r}}}

donde
- ε0 es la permitividad del vacío,
- Z es el número atómico,
- e es la carga elemental,
- r es la distancia entre el electrón y el núcleo.

### Función de onda no relativista
Debido a que el potencial tiene simetría esférica es posible separar el movimiento del centro de masas del movimiento relativo entre electrón y núcleo. Así, el movimiento relativo se puede tratar como el movimiento de una partícula cuya masa es la masa reducida, {\displaystyle \mu }, del sistema. De esta manera, la función de onda es una función de sólo tres variables espaciales. Tras eliminar la dependencia temporal, la ecuación de Schrödinger es una ecuación en derivadas parciales de tres variables. Debido a que el potencial tiene simetría esférica es conveniente utilizar las coordenadas esféricas para obtener las soluciones, aplicando para ello el método de separación de variables. De esta forma cualquier autofunción ψ puede escribirse como un producto de tres funciones que suelen escribirse de la forma siguiente:

{\displaystyle \psi (r,\theta ,\phi )=R(r)f(\theta )g(\phi )\,\!}

donde θ representa el ángulo polar (colatitud) y {\displaystyle \phi \,} el ángulo azimutal.
De acuerdo con la interpretación probabilística de la función de onda, esta deberá estar normalizada a 1, por lo que se añadirá una constante de normalización. El resto de la ecuación se separa entre la parte radial representada por la función de onda radial que incorporará la constante de normalización y la angular representada por los armónicos esféricos. Todas estas funciones serán dependientes de los tres números cuánticos antes citados, n, l y m. Así, se tiene lo siguiente:

{\displaystyle \psi (r,\theta ,\phi )=R_{nl}(r)Y_{l,m}(\theta ,\phi )\,\!}

Los números cuánticos no son independientes unos de otros por lo que el número de combinaciones posibles de estas funciones está limitado. Las restricciones son las siguientes:
{\displaystyle n=1,2,3,...\,\!}
{\displaystyle l=0,1,2,...,n-1\,\!}
{\displaystyle m=-l,-(l-1),...,0,...,l-1,l\,\!}
La función radial ya normalizada se representa como:
{\displaystyle R_{nl}(r)=\left[{\frac {(n-l-1)!}{2n[(n+l)!]}}\right]^{1/2}\left({\frac {2Z}{na_{\mu }}}\right)^{l+3/2}r^{l}e^{-{\frac {Zr}{na_{\mu }}}}L_{n-l-1}^{2l+1}\left({\frac {2Zr}{na_{\mu }}}\right)}
Siendo {\displaystyle L_{n-l-1}^{2l+1}\left({\frac {2Zr}{na_{\mu }}}\right)} las funciones asociadas de Laguerre y {\displaystyle a_{\mu }={{4\pi \varepsilon _{0}\hbar ^{2}} \over {\mu e^{2}}}}. Nótese que {\displaystyle a_{\mu }\,} es aproximadamente igual al radio de Bohr, {\displaystyle a_{0}\,}. Si la masa del núcleo es infinita entonces {\displaystyle \mu =m_{e}\,} y {\displaystyle a_{\mu }=a_{0}\,}. 
Sin embargo, es más habitual encontrar las autofunciones expresadas en función de la función radial reducida: {\displaystyle P_{nl}=rR_{nl}\,\!}
Así pues la función de onda queda como sigue:

{\displaystyle \psi _{nlm}(\theta ,\phi ,r)={\frac {P_{nl}(r)}{r}}Y_{l,m}(\theta ,\phi )=-\left[{\frac {(n-l-1)!}{2n[(n+l)!]}}\right]^{1/2}\left({\frac {2Z}{na_{\mu }}}\right)^{l+3/2}r^{l}e^{-{\frac {Zr}{na_{\mu }}}}L_{n-l-1}^{2l+1}\left({\frac {2Zr}{na_{\mu }}}\right)Y_{l,m}(\theta ,\phi )}

### Niveles de energía no relativista

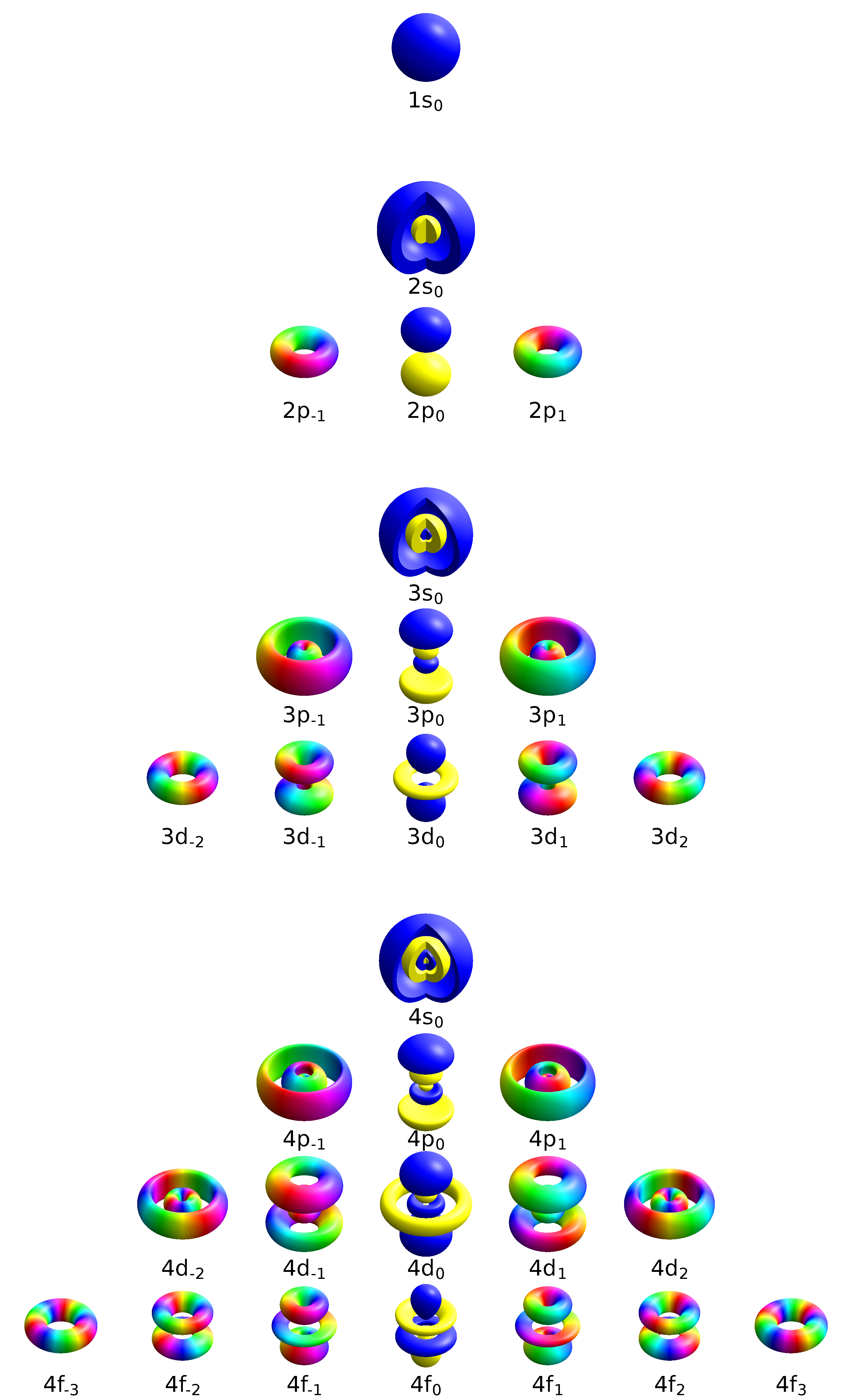
Conjunto completo de eigenfunciones hasta n = 4. Los orbitales sólidos encierran el volumen por encima de un cierto umbral de densidad de probabilidad. Los colores representan la fase compleja.

En el caso de los átomos hidrogenoides al no haber interacciones entre electrones, pues solo hay uno, la energía de los orbitales atómicos puede ser calculada analíticamente de forma exacta. Los valores de energía permitidos son

{\displaystyle E_{n}=-{\frac {\mu e^{4}}{(4\pi \epsilon _{0})^{2}\hbar ^{2}}}{\frac {Z^{2}}{2n^{2}}}}.

Habitualmente se considera {\displaystyle \mu =m_{e}\,}, por lo que los valores de energía se expresan como:

{\displaystyle E_{n}=-{\frac {1}{2}}{\frac {Z^{2}}{n^{2}}}E_{h}}

donde {\displaystyle E_{h}\,} es la unidad atómica de energía o Hartree. Como se puede ver, la fórmula solo depende del número cuántico principal. Esto confiere a los diferentes estados de energía lo que se denomina degeneración accidental. Por ejemplo para n = 2 existen cuatro estados posibles, <n,l,m> = <2,0,0>, <2,1,0>, <2,1,+1> y <2,1,-1>, con la misma energía para {\displaystyle \scriptstyle l=0} que para {\displaystyle \scriptstyle l=1}. Pero dado que la función de energía solo depende de n y no de l, todos ellos tendrán, en principio, la misma energía (la degeneración en m es consecuencia de la invariancia bajo rotaciones de todos los potenciales centrales). Esta aproximación en la medida de los niveles de energía recibe el nombre de estructura gruesa. Sin embargo, el hecho de que la degeneración sea accidental se debe a que no aparece para otros potenciales centrales, sino justo para un potencial que decaiga exactamente como el de Coulomb, o sea, exactamente con el inverso de la distancia. Clásicamente esta dependencia con la distancia en la energía potencial hace que se pueda construir una cantidad vectorial (el vector de Runge-Lenz) que permanece constante en el movimiento. Cuánticamente, las componentes del operador vectorial que representan al observable de Runge-Lenz no conmutan con el momento angular orbital al cuadrado, lo cual garantiza que tengamos estados linealmente independientes con el mismo autovalor de la energía y diferente autovalor del momento angular orbital al cuadrado: o sea, lo que hemos llamado degeneración accidental. En realidad, existen tres correcciones distintas que hacen variar sensiblemente el valor de la energía de dichos niveles rompiendo esa degeneración. Es la denominada estructura fina del átomo de hidrógeno o hidrogenoide. En los átomos multielectrónicos en la aproximación de campo central, el potencial "apantallado" que sienten los electrones y que tiene en cuenta en parte la repulsión interelectrónica ya no es Coulomb (no decae con el inverso de la distancia al núcleo) y no hay degeneración accidental.

### Función de onda relativista
La ecuación de Schrödinger aplicada a electrones es sólo una aproximación no relativista a la ecuación de Dirac que da cuenta tanto del efecto del spin del electrón. En el tratamiento de Dirac de los electrones de hecho la función de onda debe substituirse por un espinor de cuatro componentes:

{\displaystyle \psi _{n,jm}^{(\pm )}(r,\theta ,\phi )={\begin{Bmatrix}{\cfrac {iG_{n,lj}(r)}{r}}{\boldsymbol {\varphi }}_{jm}^{(\pm )}\\{\cfrac {F_{n,lj}(r)}{r}}({\boldsymbol {\sigma }}\cdot {\hat {\mathbf {r} }}){\boldsymbol {\varphi }}_{jm}^{(\pm )}\end{Bmatrix}}}

Donde las funciones F y G se expresan en términos de funciones hipergeométricas:

{\displaystyle F_{n,lj}(r)=\left(1+{\frac {E}{mc^{2}}}\right)e^{-{\frac {\rho }{2}}}(F_{1}(\rho )+F_{2}(\rho )),\qquad G_{n,lj}(r)=\left(1-{\frac {E}{mc^{2}}}\right)e^{-{\frac {\rho }{2}}}(F_{1}(\rho )-F_{2}(\rho )),}

A modo de comparación con el caso no relativista se dan a continuación la forma explícita del espinor de funciones de onda del estado fundamental:

{\displaystyle \psi _{n=1,j={\frac {1}{2}},m=+{\frac {1}{2}}}(r,\theta ,\phi )={\frac {(2mZ\alpha )^{3/2}}{(4\pi )^{1/2}}}\left({\frac {1+\gamma }{2\Gamma (1+2\gamma )}}\right)^{1/2}(2mZ\alpha r)^{\gamma -1}e^{-mZ\alpha r}{\begin{Bmatrix}1\\0\\{\cfrac {i(1-\gamma )}{Z\alpha }}\cos \theta \\{\cfrac {i(1-\gamma )}{Z\alpha }}\sin \theta e^{i\varphi }\end{Bmatrix}}}
{\displaystyle \psi _{n=1,j={\frac {1}{2}},m=-{\frac {1}{2}}}(r,\theta ,\phi )={\frac {(2mZ\alpha )^{3/2}}{(4\pi )^{1/2}}}\left({\frac {1+\gamma }{2\Gamma (1+2\gamma )}}\right)^{1/2}(2mZ\alpha r)^{\gamma -1}e^{-mZ\alpha r}{\begin{Bmatrix}1\\0\\{\cfrac {i(1-\gamma )}{Z\alpha }}\sin \theta e^{-i\varphi }\\{\cfrac {i(1-\gamma )}{Z\alpha }}\cos \theta \end{Bmatrix}}}

El límite no relativista se obtiene haciendo tender {\displaystyle \gamma :={\sqrt {1-Z^{2}\alpha ^{2}}}\to 1}, es decir, haciendo tender la constante de estructura fina a cero.

### Niveles de energía relativista
El tratamiento de los electrones mediante la ecuación de Dirac solo supone pequeñas correcciones a los niveles dados por la ecuación de Schrödinger. Tal vez el efecto más interesante es la desaparición de la degeneración de los niveles, por el efecto de la interacción espín-órbita consistente en que los electrones con valores diferentes del tercer número cuántico m (número cuántico magnético) tienen diferentes energía debido al efecto sobre ellos del momento magnético del núcleo atómico. De hecho los niveles energéticos vienen dados por:

{\displaystyle E_{n}=m_{e}c^{2}{\sqrt {1+\left({\frac {Z\alpha }{n-|m|+{\sqrt {m^{2}+(Z\alpha )^{2}}}}}\right)^{2}}}}

Donde:
{\displaystyle m_{e}\;}, es la masa del electrón.
{\displaystyle c\;\alpha }, son la velocidad de la luz y la constante de estructura fina.
{\displaystyle Z,n,m\;}, son el número de protones del núcleo, el número cuántico principal y el número cuántico magnético.
Si se prescinde de la energía asociada a la masa en reposo del electrón estos niveles pueden resultan  cercanos a los predichos por la ecuación de Schrödinger, especialmente en el caso m = 0:

{\displaystyle E_{n}-m_{e}c^{2}\approx {\frac {m_{e}c^{2}}{2}}\left({\frac {Z\alpha }{n-|m|+{\sqrt {m^{2}+(Z\alpha )^{2}}}}}\right)^{2}}

### Correcciones de espín
Además de las correcciones relativistas simples, en un átomo hidrogenoide pueden existir correcciones debidas a la interacción del espín electrónico con el momento magnético del núcleo, cuando este no es perfectamente esférico. (ver correcciones de espín).

## Tratamiento matemático
En el caso más sencillo, se utiliza el modelo atómico de Bohr y sólo se tiene en cuenta el mayor número de carga nuclear (y posiblemente la mayor masa nuclear) en comparación con el hidrógeno. 
El modelo atómico de Bohr podría probarse primero en el espectro del hidrógeno y después en otros sistemas de un solo electrón. Estos sistemas carecen de los electrones adicionales que influyen en las energías de las líneas espectrales, lo que no estaba contemplado en el modelo de Bohr. La determinación experimental de la constante de Rydberg y su cambio en función de la relación de masas de los dos componentes del sistema también se llevó a cabo en sistemas de un solo electrón.